# Solieria binotata
Solieria binotata là một loài ruồi trong họ Tachinidae.